# 남슬라브어군

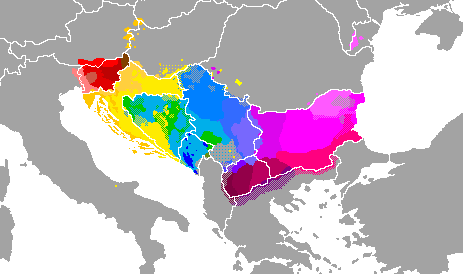

남슬라브어군은 슬라브어파를 구성하는 세 어파 중의 하나이다. 약 3천만 명에 달하는 발칸반도 인근 지역의 남슬라브족 사람들이 이 어파의 언어를 사용한다.

## 분류
- 동부 남슬라브어군
- 서부 남슬라브어군

## 같이 보기
- 상호 의사소통성
- 다중심언어
- 방언연속체
- Ѣ